# Sokołówek (powiat ciechanowski)
Sokołówek – wieś sołecka (do 14 lutego 2002 część wsi Mieszki-Różki) w Polsce położona w województwie mazowieckim, w powiecie ciechanowskim, w gminie Ciechanów.
W latach 1975–1998 miejscowość położona była w województwie ciechanowskim. 15 lutego 2002 nastąpiło uzyskanie przez Sokołówek, ówcześnie będący częścią wsi Mieszki-Różki, statusu wsi.